# Camille Chautemps
Camille Chautemps (Paris, 1 de fevereiro de 1885 — Washington, D.C., 1 de julho de 1963) foi um político francês. Ocupou o cargo de primeiro-ministro de seu país.

## Carreira

### Início de carreira
Nascido em uma família de proeminentes políticos radicais, Camille Chautemps foi advogado por formação e um notável jogador de rúgbi amador na juventude, jogando no Tours Rugby e no Stade Francais. Ele foi introduzido no Grande Oriente da França (1906; mestre 1908), deixando os maçons em agosto de 1940 quando o regulamento antimaçônico foi adotado por Pétain.
Ele entrou para a política local no feudo de seu tio parlamentar, Alphonse Chautemps, e seguiu uma carreira política típica de muitos Radical-Socialistas: primeiro eleito vereador para Tours (1912), depois prefeito (1919–25), deputado parlamentar (1919 –34) e senador (1934–40). Chautemps foi considerado uma das principais figuras da ala "direita" (anti-socialista e pró-liberal) do Partido Radical-Socialista de centro-esquerda. Entre 1924 e 1926, ele serviu nos governos de coalizão de centro-esquerda de Édouard Herriot, Paul Painlevé e Aristide Briand.

### 1930

#### Primeiro Ministro duas vezes
Famoso como um negociador habilidoso com amigos de todas as partes do partido, ele foi convocado em várias ocasiões para tentar construir apoio para uma coalizão de centro-esquerda. Ele se tornou presidente do Conselho de um governo de curta duração em 1930. Após a vitória eleitoral da esquerda em 1934, ele serviu como ministro do Interior e tornou-se chefe do governo mais uma vez em novembro de 1933. As revelações do escândalo de corrupção de Stavisky (O caso Stavisky, envolvendo o estelionatário Alexandre Stavisky, foi um escândalo financeiro na França em 1934. O escândalo teve ramificações políticas para o governo socialista radical moderado da época, quando foi revelado que o primeiro-ministro Camille Chautemps protegeu Stavisky, que morreu repentinamente em circunstâncias misteriosas) mancharam dois de seus ministros, provocando protestos violentos da extrema direita: ele renunciou a seus cargos em 27 de janeiro de 1934, quando a imprensa antigovernamental atribuiu o suicídio de Stavisky a um encobrimento do governo.

#### Vice-primeiro-ministro e primeiro-ministro pela última vez
Na Frente Popular de Léon Blum do governo de 1936, Chautemps representou o Partido Radical-Socialista como um Ministro de Estado; ele sucedeu Blum à chefia do governo de junho de 1937 a março de 1938. O franco foi desvalorizado, mas as finanças do governo continuaram em dificuldade. Seguindo o programa da Frente Popular, procedeu à nacionalização das ferrovias para a criação da SNCF. No entanto, em janeiro de 1938, ele formou um novo governo consistindo apenas de ministros da esquerda republicana de centro não socialista. Em fevereiro, ele concedeu às mulheres casadas independência financeira e jurídica (até então, as esposas dependiam dos maridos para tomar medidas envolvendo as finanças da família) e permitiu que elas frequentassem a universidade e abrissem contas bancárias. Seu governo também revogou o artigo 213 do código: "o marido deve proteção à esposa, a obediência da esposa ao marido". No entanto, o marido permaneceu "chefe da família" com "direito de escolher o local de residência da família". Seu governo caiu em 10 de março.

#### Preparação para a Segunda Guerra Mundial
Chautemps posteriormente serviu de abril de 1938 a maio de 1940 como vice-primeiro-ministro nos governos de Édouard Daladier e Paul Reynaud e, após a renúncia deste último, como vice-primeiro-ministro novamente, agora para o marechal Philippe Pétain.

## Segunda Guerra Mundial
Tendo a França declarado guerra à Alemanha em setembro de 1939, em maio de 1940, o exército alemão invadiu e varreu toda a oposição. Com a queda de Dunquerque em 5 de junho e a iminente derrota do exército francês, Chautemps, jantando com Paul Baudouin no dia 8, declarou que a guerra deveria terminar e que Pétain via sua posição com mais clareza. No dia 11, durante uma reunião do gabinete, Chautemps sugeriu que Churchill fosse convidado a voltar à França para discutir a situação desesperadora; ele participou de uma conferência em Tours em 13 de junho. O Gabinete se reuniu novamente no dia 15, quase igualmente dividido sobre a questão do armistício com a Alemanha. Chautemps sugeriu agora que, para quebrar o impasse, eles deveriam conseguir uma autoridade neutra para inquirir quais seriam os termos alemães. Se forem honrados, eles podem concordar em estudá-los. Se não, todos eles poderiam concordar em continuar lutando. A proposta de Chautemps foi aprovada por 13 a 6.
Em 16 de junho, Charles de Gaulle, agora em Londres, telefonou para Reynaud para dar-lhe a oferta do governo britânico de nacionalidade conjunta para francês e britânico em uma união franco-britânica. Um encantado Reynaud colocou isso em uma tempestuosa reunião de gabinete e foi apoiado por cinco de seus ministros. A maioria dos outros foi persuadida contra ele pelos argumentos de Pétain, Chautemps e Ybarnégaray, os dois últimos vendo a oferta como um artifício para tornar a França subserviente à Grã-Bretanha como um domínio extra. Georges Mandel (de ascendência judia) lançava acusações de covardia pela sala, e Chautemps e outros responderam da mesma forma. Agora estava claro que Reynaud não aceitaria a proposta de Chautemps, e Reynaud renunciou.

## Deserção
Chautemps rompeu com o governo de Pétain depois de chegar aos Estados Unidos em uma missão oficial e lá viveu por grande parte do resto de sua vida. Após a Segunda Guerra Mundial, um tribunal francês o condenou à revelia por colaborar com o inimigo; ele foi anistiado em 1954.
Após sua morte em Washington, D.C., ele foi sepultado no cemitério Rock Creek.

## Primeiro Ministério de Chautemps, 21 de fevereiro - 2 de março de 1930
Ver Gabinete Chautemps I
- Camille Chautemps (Radical) - Presidente do Conselho e Ministra do Interior
- Aristide Briand (PRS) - Ministro das Relações Exteriores
- René Besnard (Radical) - Ministro da Guerra
- Charles Dumont (AD) - Ministro das Finanças
- Maurice Palmade (Radical) - Ministro do Orçamento
- Louis Loucheur (RI) - Ministro do Trabalho, Higiene, Assistência Social e Provisões de Segurança Social
- Théodore Steeg (Radical) - Ministro da Justiça
- Albert Sarraut (Radical) - Ministro da Marinha
- Charles Daniélou (RI) - Ministro da Marinha Mercante
- Laurent Eynac (RI) - Ministro da Aeronáutica
- Jean Durand (Radical) - Ministro da Instrução Pública e Belas Artes
- Claudius Gallet - Ministro das Pensões
- Henri Queuille (Radical) - Ministro da Agricultura
- Lucien Lamoureux (Radical) - Ministro das Colônias
- Édouard Daladier (Radical) - Ministro das Obras Públicas
- Julien Durand (Radical) - Ministro dos Correios, Telégrafos e Telefones
- Georges Bonnet (Radical) - Ministro do Comércio e Indústria

## Segundo Ministério de Chautemps, 26 de novembro de 1933 - 30 de janeiro de 1934
Ver Gabinete Chautemps II
- Camille Chautemps - Presidente do Conselho e Ministra do Interior
- Joseph Paul-Boncour - Ministro das Relações Exteriores
- Édouard Daladier - Ministro da Guerra
- Georges Bonnet - Ministro das Finanças
- Paul Marchandeau - Ministro do Orçamento
- Lucien Lamoureux - Ministro do Trabalho e Previdência Social
- Eugène Raynaldy - Ministro da Justiça
- Albert Sarraut - Ministro da Marinha
- Eugène Frot - Ministro da Marinha Mercante
- Pierre Cot - Ministro do Ar
- Anatole de Monzie - Ministro da Educação Nacional
- Hippolyte Ducos - Ministro da Previdência
- Henri Queuille - Ministro da Agricultura
- Albert Dalimier - Ministro das Colônias
- Joseph Paganon - Ministro de Obras Públicas
- Alexandre Israël - Ministro da Saúde Pública
- Jean Mistler - Ministro dos Correios, Telégrafos e Telefones
- Laurent Eynac - Ministro do Comércio e Indústria

Alteração
- 9 de janeiro de 1934 - Lucien Lamoureux sucede Dalimier como Ministro das Colônias. Eugène Frot sucede a Lamoureux como Ministro do Trabalho e Previdência Social. William Bertrand sucede a Frot como Ministro da Marinha Mercante.

## Terceiro Ministério de Chautemps, 22 de junho de 1937 - 18 de janeiro de 1938
Ver Gabinete Chautemps III
- Camille Chautemps - Presidente do Conselho
- Léon Blum - Vice-presidente do Conselho
- Yvon Delbos - Ministro das Relações Exteriores
- Édouard Daladier - Ministro da Defesa Nacional e da Guerra
- Marx Dormoy - Ministro do Interior
- Georges Bonnet - Ministro das Finanças
- André Février - Ministro do Trabalho
- Vincent Auriol - Ministro da Justiça
- César Campinchi - Ministro da Marinha
- Pierre Cot - Ministro do Ar
- Jean Zay - Ministro da Educação Nacional
- Albert Rivière - Ministro das Pensões
- Georges Monnet - Ministro da Agricultura
- Marius Moutet - Ministro das Colônias
- Henri Queuille - Ministro das Obras Públicas
- Marc Rucart - Ministro da Saúde Pública
- Jean-Baptiste Lebas - Ministro dos Correios, Telégrafos e Telefones
- Fernand Chapsal - Ministro do Comércio
- Paul Faure - Ministro de Estado
- Maurice Viollette - Ministro de Estado
- Albert Sarraut - Ministro de Estado - Partido Socialista Radical
- Léo Lagrange - Subsecretário de Estado do Esporte, do Lazer e da Educação Física

## Quarto Ministério de Chautemps, 18 de janeiro - 13 de março de 1938
Ver Gabinete Chautemps IV
- Camille Chautemps - Presidente do Conselho
- Édouard Daladier - Vice-Presidente do Conselho e Ministro da Defesa Nacional e Guerra
- Yvon Delbos - Ministro das Relações Exteriores
- Albert Sarraut - Ministro do Interior
- Paul Marchandeau - Ministro das Finanças
- Paul Ramadier - Ministro do Trabalho
- César Campinchi - Ministro da Justiça
- William Bertrand - Ministro da Marinha Militar
- Paul Elbel - Ministro da Marinha Mercante
- Guy La Chambre - Ministro do Ar
- Jean Zay - Ministro da Educação Nacional
- Robert Lassalle - Ministro das Pensões
- Fernand Chapsal - Ministro da Agricultura
- Théodore Steeg - Ministro das Colônias
- Henri Queuille - Ministro das Obras Públicas
- Marc Rucart - Ministro da Saúde Pública
- Fernand Gentin - Ministro dos Correios, Telégrafos e Telefones
- Pierre Cot - Ministro do Comércio
- Georges Bonnet - Ministro de Estado
- Ludovic-Oscar Frossard - Ministro de Estado encarregado dos Serviços da Presidência do Conselho